# Jonas Portin
Jonas Lennart Portin (Jakobstad, 30 settembre 1986) è un ex calciatore finlandese, di ruolo difensore.

## Biografia
È il fratello minore del giocatore Jens Portin.

## Carriera

### Club
È cresciuto nello Jaro, con cui ha disputato quattro campionati nel massimo campionato finlandese.
Nel giugno 2009 si trasferisce all'Ascoli firmando un contratto quadriennale. Esordisce il 9 agosto in Coppa Italia nell'incontro vinto dai marchigiani per 3-1 contro il Crotone. Il 21 agosto fa il suo debutto in campionato contro il Gallipoli (1-1).
Nell'agosto 2010 passa in compartecipazione al Padova. Con i biancoscudati esordisce in campionato il 9 novembre contro il Portogruaro (1-1). Il 22 giugno 2011 rimane al Padova dopo il rinnovo della compartecipazione. Il 28 giugno 2012 il Padova cede al Parma la metà del cartellino in suo possesso nell'ambito dell'operazione che ha portato Rolf Feltscher e Niccolò Galli in Veneto.
Il 2 agosto il Padova comunica che il giocatore non ha superato le visite mediche sportive per via di un problema al cuore ed è quindi considerato non idoneo all'attività agonistica. Tuttavia continua a far parte della rosa della prima squadra per la stagione 2012-2013, senza mai scendere in campo. Anche se ritenuto non idoneo all'attività agonistica, fino al 20 giugno 2014, è rimasto in comproprietà tra Parma e Padova. Il 21 giugno i ducali si aggiudicano l'intero cartellino del giocatore alle buste, non essendo stata presentata alcuna offerta da parte dei due club. Pur avendo abbandonato il calcio giocato, Portin ha continuato formalmente a far parte del Parma fino al 2015 in virtù del contratto triennale firmato nel 2012.

### Nazionale
È stato titolare della Nazionale Under-21 della Finlandia con cui ha disputato la fase finale degli Europei del 2009. A fine agosto 2010 viene convocato per la prima volta nella Nazionale maggiore per le partite di qualificazione ai campionati europei contro Moldova e Paesi Bassi, senza tuttavia esordire.

## Statistiche

### Presenze e reti nei club
| Stagione        | Squadra         | Campionato      | Campionato | Campionato | Coppe nazionali | Coppe nazionali | Coppe nazionali | Coppe continentali | Coppe continentali | Coppe continentali | Altre coppe | Altre coppe | Altre coppe | Totale | Totale |
| Stagione        | Squadra         | Comp            | Pres       | Reti       | Comp            | Pres            | Reti            | Comp               | Pres               | Reti               | Comp        | Pres        | Reti        | Pres   | Reti   |
| --------------- | --------------- | --------------- | ---------- | ---------- | --------------- | --------------- | --------------- | ------------------ | ------------------ | ------------------ | ----------- | ----------- | ----------- | ------ | ------ |
| 2005            | Jaro            | V               | 1          | 0          | -               | -               | -               | -                  | -                  | -                  | -           | -           | -           | 1      | 0      |
| 2006            | Jaro            | V               | 24         | 0          | -               | -               | -               | -                  | -                  | -                  | -           | -           | -           | 24     | 0      |
| 2007            | Jaro            | V               | 25         | 1          | -               | -               | -               | -                  | -                  | -                  | -           | -           | -           | 25     | 1      |
| 2008            | Jaro            | V               | 24         | 1          | -               | -               | -               | -                  | -                  | -                  | -           | -           | -           | 24     | 1      |
| gen.-giu. 2009  | Jaro            | V               | 9          | 0          | LC              | 7               | 0               | -                  | -                  | -                  | -           | -           | -           | 16     | 0      |
| Totale Padova   | Totale Padova   | Totale Padova   | 83         | 2          |                 | 7               | 0               |                    | -                  | -                  |             | -           | -           | 90     | 2      |
| 2009-2010       | Ascoli          | B               | 34         | 0          | CI              | 2               | 0               | -                  | -                  | -                  | -           | -           | -           | 36     | 0      |
| 2010-2011       | Padova          | B               | 10         | 0          | CI              | 1               | 0               | -                  | -                  | -                  | -           | -           | -           | 11     | 0      |
| 2011-2012       | Padova          | B               | 9          | 1          | CI              | 1               | 0               | -                  | -                  | -                  | -           | -           | -           | 10     | 1      |
| Totale Padova   | Totale Padova   | Totale Padova   | 19         | 1          |                 | 2               | 0               |                    | -                  | -                  |             | -           | -           | 21     | 1      |
| Totale carriera | Totale carriera | Totale carriera | 136        | 3          |                 | 11              | 0               |                    | -                  | -                  |             | -           | -           | 147    | 3      |